# Despina Olympiou
Despina Olympiou (greacă: Δέσποινα Ολυμπίου, cunoscută ca Dena Olympiou), este o cântăreață cipriotă. Ea a reprezentat Ciprul la ediția din 2013 a Concursului Muzical Eurovision ce a avut loc în Suedia.

## Viață și educație
Despina Olympiou s-a născut în Cipru, unde a făcut primii săi pași în lumea muzicală. Ulterior, s-a mutat la Londra, unde a studiat pianul și teoria muzicii.

## Carieră

### 1992-2001: Începutul carierei muzicale
Ea și-a început cariera în 1992 când s-a mutat în Grecia. Aici a avut mai multe colaborări muzicale cu artiști greci printre aceștia se numără și: Haris Alexiou, Michalis Hatzigiannis, Dimitris Mitropanos, Mimis Plessas, Pandelis Thalassinos .
Prima sa apariție a fost în albumul lui George Sarri Ftaine oi Aponoi Kairoi cu
melodia I kounia mas. De asemenea Olympiou a mai apărut și în albumul Emeis oi Ellines cu piesa Pros rakosillektes kai sinodiporous. În albumul lui Pandelis Thalassinos Ap' tin Tilo os tin Thraki a apărut cu patru piese.
Primul album al lui Olympiou include pise scrise de: Pandelis Thalassinos, Manoli Lidaki, Gerasimos Andreatos.

### 2002-2006: Universal Music, Vale Mousiki, Exoume Logo și Auto Ine Agapi
În 2002 Olympiou își schimbă casa de discuri mutându-se la Universal Greece.
În iunie 2002 ea începe munca pentru noul său album Vale Mousiki cu muzică de Michalis Hatzigiannis și versuri de Eleana Vrachali. În album va apărea și un duet cu Hatzigiannis Na 'soun allios care va deveni un adevărat succes. Un an mai târziu albumul primește titlul de discul de platină.
Un an mai târziu lansează alt album numit Exoume Logo.
În 2005 lansează un album nou Auto ine Agapi(Asta e dragostea),care include unsprezece piese compuse de Giorgos și Alexandros Pantelia și una compusă de Lina Dimopoulou.Prima piesă a albumului se numește Kapote.

### 2007–2012: Pes to Dinata , Mazi Xorista , Mia stigmi
În vara anului 2007 lansează un CD și un nou single Pes to Dinata care a avut mare succes în Grecia și în Cipru.
Mai târziu lansează și un album, Mazi Xorista colaborând cu Michalis Hatzigiannis,cu versuri de Eleana Vrachali și Nikos Moraitis.Albumul a fost relansat în 2008, incluzând și piesele: Pes to Dinata, O Paradisos (Den Ftiahtike Gia Mas), Omorfa Psemat
În 2008 la MAD Video Music Awards a câștigat premiul pentru cel mai bun duet pentru piesa O Paradisos.
În 2010 a relansat albumul Mia stigmi care va deveni un adevărat succes pentru Despina.
În 2012 a colaborat cu Stero Mike la un nou hit Den s' afino apo ta matia mou, un adevărat succes în Grecia și în Cipru, făcând primi ei pași fără Michalis Hatzigiannis.

### Eurovision 2013
În 23 ianuarie a fost anunțat oficial de către CyBC că Olympiou va reprezenta Ciprul la Concursul Muzical Eurovision 2013. Pe 1 februarie 2013 a fost anuțat că piesa va fi în limba greacă, și va fi compusă de Andreas Giorgallis and Zenon Zindilis. Piesa a fost prezentată publicului într-o emisiune specială. Piesa cu care Olympiou va participa se numește An Me Thimase

## Discografie

### Singles
- "Kapote" (2005)
- "Pes to Dinata" (2007)
- "Mazi Xorista" (2007)
- "Paradisos" feat. Michalis Hatzigiannis (2007)
- "Omorfa Psemata" (2008)
- "An me thimase" (2013)

### Albume
- Vale Mousiki (2003)
- Exoume Logo (2004)
- Auto ine Agapi (2005)
- Pes to Dinata (2007, 2008)[6]
- Mia stigmi (2009)
- Mikra mistika (to be released in 2013)